# Piet Tekelenburg
Pieter Tekelenburg (Haarlem, 3 november 1894 – Pangkalpinang, 1 april 1945) was een Nederlands voormalig voetballer die als verdediger speelde. Naast het voetbal was hij arts en ging hij in 1927 aan de slag in Nederlands-Indië. Tekelenburg diende in het KNIL. Hij overleed hij op 50-jarige leeftijd in een interneringskamp en is begraven op Ereveld Leuwigajah. Hij werd geboren als Pieter Verkes. Zijn vader overleed toen hij jong was en hij kreeg de naam van zijn stiefvader.

## Interlandcarrière

### Nederland
Op 9 juni 1919 debuteerde Tekelenburg voor Nederland in een vriendschappelijke wedstrijd tegen Zweden (4 – 1 verlies).
| Interlands van Piet Tekelenburg voor Nederland | Interlands van Piet Tekelenburg voor Nederland | Interlands van Piet Tekelenburg voor Nederland | Interlands van Piet Tekelenburg voor Nederland | Interlands van Piet Tekelenburg voor Nederland | Interlands van Piet Tekelenburg voor Nederland |
| №                                              | Datum                                          | Wedstrijd                                      | Uitslag                                        | Soort Wedstrijd                                | Doelpunten                                     |
| Als speler bij HFC Haarlem                     | Als speler bij HFC Haarlem                     | Als speler bij HFC Haarlem                     | Als speler bij HFC Haarlem                     | Als speler bij HFC Haarlem                     | Als speler bij HFC Haarlem                     |
| ---------------------------------------------- | ---------------------------------------------- | ---------------------------------------------- | ---------------------------------------------- | ---------------------------------------------- | ---------------------------------------------- |
| 1.                                             | 9 juni 1919                                    | Nederland – Zweden                             | 1 – 4                                          | Vriendschappelijk                              | 0                                              |
| 2.                                             | 31 augustus 1919                               | Noorwegen – Nederland                          | 3 – 1                                          | Vriendschappelijk                              | 0                                              |